# Комісійний магазин
Комісі́йний магази́н — заклад торгівлі, який приймає вживані (або нові) товари, техніку, одяг, цінності, антикваріат від власників з метою їх продажу і отримання від цього певної суми — комісії.
В залежності від країни і історичного часу правила в комісійних магазинах можуть відрізнятися. Проте всюди і завжди розумілося, що одержувач (продавець), сплачує особі, яка володіє товаром частину доходів від продажу. Оплата не виконується до тих пір, поки цей товар не проданий. Відправник зберігає право власності на цей товар весь час, і може припинити домовленість в будь-який час, звернувшись з проханням про повернення товару.
Комісійний магазин відрізняється від благодійного магазину, у якому початковий власник передає право власності на цей товар як благодійне пожертвування, а продавець зберігає за собою всі доходи від продажу. Він також відрізняється від ломбарду, в якому початковий власник може передати право власності в разі негайної виплати, або в обмін на позичку. В ломбарді початковий власник може повернути собі товар після погашення в встановлений час кредиту і відсотків, або передати права власності на товар ломбардові.

## Умови прийняття та реалізації товарів
На комісію приймаються непродовольчі товари придатні для використання нові або вживані. Забороняється приймати певні види товарів (зброя, не мисливська, вибухівка, отруйні речовини, ліки та інші) або ті, яких термін використання закінчився.
Ціна товару встановлюється за згодою сторін. Якщо товар не реалізується за певний час, то його ціна знижується за умовами договору. Таке зниження може бути декілька разів. Якщо товар не реалізується, то магазин повертає його власнику, отримавши обумовлену вартість за його зберігання.

## Комісійні магазини в Україні
Хоча комісійна торгівля в Україні стала розвиватися з 1917 року, але офіційних статус вона отримала в 1926 році коли в Цивільному кодексі Української РСР з'явився розділ «Договір комісії».
У 1920—1930 роки комісійні магазини брали на реалізацію так звані м'які товари (одяг, відрізи тканини, взуття, трикотаж, хутро), меблі, техніку і вимірювальні прилади, предмети мистецтва і старовини, музичні інструменти, товари господарського вжитку. Також були відділи, які брали для продажу верстати, деталі, машинне обладнання, придбанням яких займалися найчастіше виступали установи та організації.
Ці магазини стали активно використовуватися перекупниками і кустарями, які здавали великі партії товарів за цінами значно вищими, ніж у комерційних магазинам. Простим людям часто відмовляли у прийомі речей. У 1935 році було прийнято рішення про те, що комісійні магазини були тільки у державній торгівлі. Був заборонений прийом товарів кустарного виробництва, також матеріалів виробничо-будівельного значення, верстатів і устаткування, на товари іноземного виробництва потрібні були документи про їх походження. Кількість комісійних магазинів була значно скорочена. Були відкриті закупівельні магазини, які скупляли за готівковий розрахунок товари широкого споживання. З 1960-х років їх кількість стало значно скорочуватися, оскільки торгівля вимагала значних обігових коштів, все більша увага приділялася розвитку комісійних магазинів. З 1973 року почали відкриватися державні комісійні магазини з продажу ювелірних виробів з дорогоцінних металів і каменів.
За правилами торгівлі комісійними товарами, затвердженими у 1986 році, крім громадян СРСР, отримали право здавати товари на комісію інші особи. Магазини були зобов'язання брати на комісію товари, які мали не більше 50 % зносу.
Наприкінці 1980-х — початку 1990-х торгівля в комісійних зросла, коли почався масовий завіз в країну імпортних товарів човниками. Згодом в Україні у комісійних магазинах реалізовувалося в основному дорогоцінне каміння, золото, срібло, антикваріат, картини та різні сувенірні вироби умільців.
У комісійних магазинах одяг місцевого виробництва майже не продається одяг через неможливість конкуренції з магазинами «секонд-хенд», які продають імпортний одяг. Але з часом почали розвиватися комісійні магазини з реалізації вживаних дитячих виробів, особливо одягу, оскільки потреба в таких товарів є значною, а одяг (особливо верхній) часто залишається в гарному стані внаслідок швидкого росту дитини.